# Sebastián Valero
Sebastián Valero Jiménez, (Huelma, 25 de diciembre de 1926-Córdoba, 23 de marzo de 2002). Fue un músico, director y docente español internacionalmente conocido por sus múltiples composiciones para marchas procesionales y otras grandes obras de concierto. Durante su extensa carrera fue reconocido con innumerables premios y homenajes entre los que se incluyen la Medalla de la Ciudad de Aguilar de la Frontera.

## Biografía
Sebastián Valero cursó las carreras de trombón, y armonía, contrapunto y fuga, composición e instrumentación. Fue profesor de armonía y composición en el Conservatorio de Córdoba y dirigió las bandas de música de Moriles, Huelma, Campillo de Arenas, Bélmez de la Moraleda y Aguilar de la Frontera, que fue donde residió la mayor parte de su vida. Fundó y dirigió en sus primeros tiempos la Banda de Música de Moriles y asimismo fundó y dirigió el Centro Filarmónico Aguilarense, de Aguilar de la Frontera. Fue un ilustre miembro del Cuerpo Nacional de Directores Civiles y autor de más de 500 obras musicales que van desde grandes obras de concierto hasta marchas procesionales o villancicos navideños.

## Obras principales
Entre sus marchas procesionales más célebres figuran «Cristo de la Salud» (Aguilar de la Frontera, 1986), «Santa María de la Salud» (Málaga, 1988), «Jesús Nazareno» (Aguilar de la Frontera, 1960), «Font Sancta» (Huelma), «Cristo de la Esperanza» (Málaga), «Flor del Carmelo» (Sevilla), «María Soledad» (Aguilar de la Frontera), «Virgen de los Dolores» (Cabra), «Nuestra Señora de la Piedad» (Iznajar), «Rosario» (Moriles), «A Jesús Caído» (Aguilar de la Frontera) o «Nuestro Padre Jesús Preso» (Moriles).«Virgen del Rocío» (Campillo de Arenas), «Virgen de la Alegría» (Cabra), «Jesús de la Humildad» (Aguilar de la Frontera), «Devoción», «Virgen del Cielo» (Campillo de Arenas), «María Esperanza» (Aguilar de la Frontera), «Sollozos» —fúnebre dedicada a la memoria de su padre Luis Valero Torres— «Virgen de la Ermita» (Huelma), «Procesión Carmelitana» (Aguilar de la Frontera), «Virgen del Soterraño» (Aguilar de la Frontera), «Palmas y Olivos», «Resurrección Gloriosa» (Aguilar de la Frontera), y dos marchas eucarísticas, «Sacramento» y «Procesión eucarística».
Otras obras famosas son «Linares perla del sur», primer premio del Festival de Otoño de Radio Linares (1960); «Vamos a adorarle», primer premio del Concurso Provincial de Córdoba (1970); «Nana del Mesías», primer premio en el Concurso de Composición de Villancicos Polifónicos a Voces Iguales organizado por la C.I.T.E de Córdoba (1971); o «Qué pasa en Belén», primer premio del Concurso Nacional de Polifonía de Origen Culto en Madrid (1973).
Otras obras destacadas de gran concierto son: el poema sinfónico en tres movimientos titulado «Sones de mi tierra», la obertura «Ofrenda», las fantasías para banda tituladas «Añoranza», «Luna de Otoño» o «Tetralogía festiva», entre otras; nocturnos, como el «Nocturno andaluz»; los caprichos sinfónicos, como el titulado «Capricho bético», entre otros; el concierto para clarinete y banda titulado «Tres bagatelas para clarinete», el «Concierto para tuba en do y banda», titulado «Melodía profunda»; los preludios, como «Acuario», «Preámbulo efímero» o «Preludio danza»; los grandes valses «Corazón de poeta» y «Flores blancas»; los divertimentos como «Siglo xix» —divertimento para dos cornetines o trompetas—, «Divertimento en la» o el «Pequeño divertimento»; la rapsodia «Tres piezas breves» con su «Marcha burlesca», una curiosa obra basada en el intervalo de cuarta aumentada o tritono titulada «Diabolus in Música», etc. Su cancionero clásico está compuesto por, entre otras, las siguientes obras: «La albahaca», con letra del poeta Vicente Núñez; «Con el aire dulce», con letra del poeta Mario López; «Soledad mía», con letra de la poetisa Ramona Zurera; «La ventera del Romeral» —coral—: «Alegre riachuelo» —coral—; «Serenata para una niña dormida» —coral— y «Cancionela».
Desarrolló un extenso trabajo en las raíces y culturas musicales españolas antiguas y populares, como por ejemplo en el ámbito del cancionero sefardí, con obras como «Paxaro d’hermozura», «Hija mía mi querida», «Puncha puncha», «La rosa enflorece», «Yo m’inamori d’un aire», «Arvoles lloran por lluvia», «Una pastora yo ami» y «Avre tu puerta cerrada»; así como en el del cancionero clásico popular español con obras como las populares andaluzas «Ay Morena», «Petenera», «Adiós olivarillos», «Ay salero» y «El sereno», la popular santanderina «Molondrón», la colombiana «Dame esa flor» y «Romance del conde Olinos».
Fue asimismo autor de seis misas: «Misa andaluza», «Misa breve», «Misa de adviento», «Misa dórica» y «Misa para la Virgen de la Fuensanta» para coro unisonal y órgano, y una más vocal para coral polifónica de voces blancas, «Misa Canónica»; varias obras de música de capilla —«Cristo del Amor», «La samaritana», «Vera Cruz», «La lanzada», «Las siete palabras», «Expiración», «Parasceve» y Ecce Homo», «Ocho tríos de capilla» y «Once tríos modales de capilla»), motetes y cinco procesionales del rito, así como otras canciones religiosas clásicas como «Viernes de Jesús» —dedicado a Nuestro Padre Jesús Nazareno de Aguilar de la Frontera—, «Te ofrecemos Señor», «Cánticos» y «Flores os traigo», plegaria dedicada a la Virgen de la Fuensanta, patrona de Huelma.
En 1957 compuso el pasodoble-canción titulado «Aguilar de la Frontera» que fue declarado en marzo de 1958 por unanimidad del Ayuntamiento, himno oficial de la ciudad.
En 2001, poco antes de su fallecimiento, compuso «El canto a Huelma» que se convirtió en el himno de este municipio. A su pueblo natal también ofreció «Sabrosa como la miel» dedicada a su patrona la Virgen de la Fuensanta.
Asimismo dedicó a Moriles la obra «Piropo a Moriles», a Campillo de Arenas un pasodoble-canción titulado con su nombre «Campillo de Arenas» y a la población gaditana de San Roque, donde reside la de Gibraltar, le compuso el pasodoble-himno titulado «San Roque»; finalmente, con letra del gran guionista y director cinematográfico Antonio Guzmán Merino, le dedicó un himno a la localidad jiennense de Bélmez de la Moraleda, titulado «Moraleda».

## Homenajes y reconocimientos
Durante su vida el maestro Sebastián Valero recibió numerosos premios, homenajes y reconocimientos entre los que destacan:
- Medalla y Diploma Individual de la VIII Exposición Nacional de Industria y Artesanía de Montilla, modalidad artística (1958)
- Primera Medalla del Centro Filarmónico Aguilarense (1991)
- Hijo Adoptivo de Aguilar de la Frontera, y Medalla de la Ciudad (1991)
- Primer Portador Oficial, a título individual, de la Insignia de la Asociación Benéfica Voz de Esperanza y Amor (1998)
- Insignia de Oro de la Agrupación de Hermandades y Cofradías de Aguilar de la Frontera (2000)
- Placa de Honor del Ilustre Ayuntamiento de Moriles (Córdoba)

Además, por acuerdo unánime del Ayuntamiento de Moriles, el centro cívico de dicha ciudad lleva el nombre de «Maestro Sebastián Valero». La banda municipal de música de Aguilar de la Frontera también lleva su nombre. El Ayuntamiento de esta última localidad colocó una placa conmemorativa en su recuerdo y memoria en la casa de este municipio en la que vivió, junto a su familia, la mayor parte de su vida.
En Huelma, su localidad natal, la banda de música y el conservatorio de música también llevan su nombre desde 2001 y 2011 respectivamente. 
Asimismo, el Pleno del Ayuntamiento de Huelma del 4 de marzo de 2021, por unanimidad, acordó dedicarle una plaza de la población y erigir en ella un monumento con un busto del compositor. Además, por acuerdo unánime del Pleno del Ayuntamiento de Aguilar de la Frontera celebrado el 27 de mayo de 2021, se decidió denominar con su nombre al auditorio municipal de Aguilar de la Frontera.

## Otros datos de interés
La Asociación Músico-Cultural de Aguilar de la Frontera también lleva el nombre de Sebastián Valero y le dedica la web http://www.maestrovalero.com El año 2012 el conservatorio de Huelma hizo un homenaje a Sebastián Valero en el que la familia de éste donó dos cuadros con la imagen del compositor, que presiden el salón de actos y las oficinas del AMPA del Centro respectivamente.
El 18 de junio del 2016 la Asociación Músico Cultural Sebastián Valero de Huelma hizo un concierto homenaje al maestro Sebastián Valero en el que se interpretaron siete de las mejores obras del ilustre compositor, al que asistieron como invitados de honor su esposa e hijos, que donaron a la Asociación, entre otras cosas, un retrato de Sebastián Valero tomado en 1956 ante la antigua fachada del Ayuntamiento de Huelma, y que fue colocado en las nuevas instalaciones de la Asociación por su viuda la cual pidió a su marido que en gloria velare y siguiera ayudando a la banda de música de su pueblo natal, en presencia de la familia, el alcalde de la ciudad Francisco Ruiz y la directiva de la asociación que lleva el nombre del Maestro.

## Curiosidades
Sebastián Valero compuso en 1957 el «Himno de Aguilar de la Frontera» que es muy conocido y popular para la gran mayoría de sus habitantes. Ha llegado a calar tan hondo, que los emigrantes aguilarienses rompían en llanto de emoción al escucharlo en lugares tan lejanos como Badalona, Marsella o Dusseldorf.[cita requerida]
Es también muy popular en Huelma un poema suyo titulado Cuatro pitos y un tambor inspirado en la banda municipal de música de Huelma que en los años 1970 quedó reducida a su mínima expresión por la fuerte emigración que se produjo en el pueblo. El título corresponde a la frase que, en aquella época, le comentó en conversación su amigo y, por aquellos entonces jefe de la banda, Francisco Bayona Ortiz quejándose de lo exiguo del grupo: «pero calla hombre, si hace pocos días, unos por unas cosas y otros por otras, me han fallado un clarinete, una trompeta, el trombón y el bombo,... hemos quedado cuatro pitos y un tambor».